# Cape Swansea
Cape Swansea è il punto più a nord est dell'Isola di Somerset ed è il punto più a nord nella classica rotta del Passaggio a nord-ovest, compiuto per la prima volta da Roald Amundsen nel 1906.
Un punto cruciale per il passaggio a nord ovest, arrivando dal Lancaster Sound le barche a Cape Swansea mettevano la prua a sud entrando nel Peel Sound.

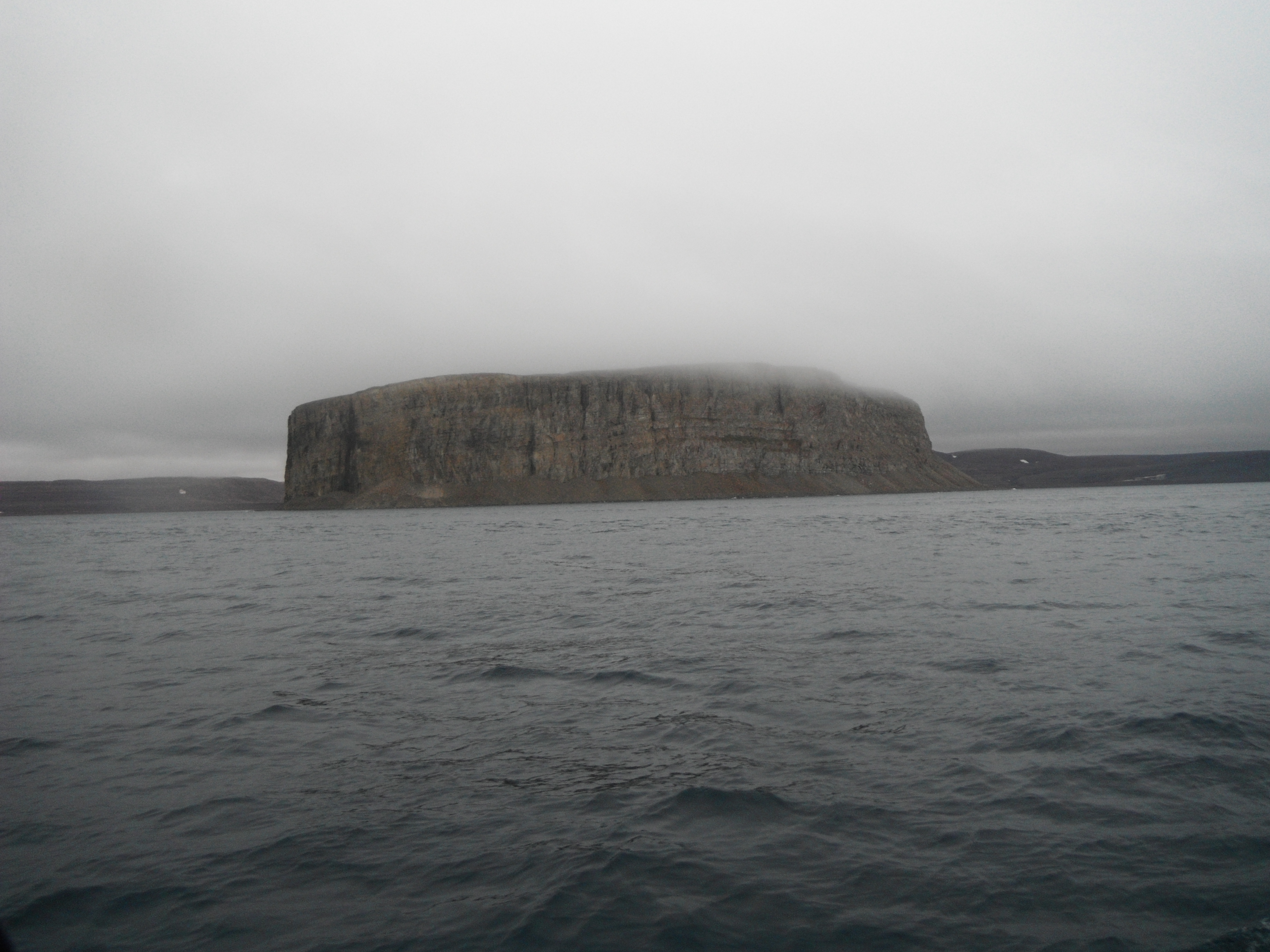
Cape Swansea vista dal mare